# Mate Gavran
Mate Gavran, hrvatski bosanskohercegovački nogometaš. Igrao za Čelik sredinom 70-ih godina 20. stoljeća.